# Parafia Podwyższenia Krzyża Świętego w Czerniowcach
Parafia Podwyższenia Krzyża Świętego w Czerniowcach – rzymskokatolicka parafia znajdująca się w Czerniowcach, w archidiecezji lwowskiej, w dekanacie Czerniowce, na Ukrainie.
Msze odprawiane są w językach polskim i ukraińskim.

## Historia
Historia łacińskiego katolicyzmu w Czerniowcach rozpoczyna się w 1774, gdy w wyniku traktatu w Küczük Kajnardży osmańska dotychczas Bukowina została przyłączona do katolickiej Austrii. Przed tymi wydarzeniami w mieście mieszkała niewielka społeczność ormiańskokatolicka. Pierwszymi rzymskimi katolikami byli stacjonujący w mieście austriaccy żołnierze, którzy w 1778 wznieśli pierwszy w Czerniowcach drewniany kościół łaciński, w którym posługiwali kapelani wojskowi.
W 1786 przy kościele erygowano parafię, początkowo podległą duchowieństwu wojskowemu. W tym też czasie wizytujący miasto cesarz Józef II Habsburg, wyznaczył położony naprzeciwko kościoła plac, pod budowę nowej, murowanej świątyni, którą poświęcono 29 lipca 1814. Kościół ten, rozbudowany w latach 1909–1910, jest kościołem parafialnym do dziś.
W okresie międzywojennym proboszczowie parafii byli dodatkowo wikariuszami generalnymi dla Bukowiny, będąc w zastępstwie arcybiskupa faktycznymi zarządcami części archidiecezji lwowskiej, która po I wojnie światowej znalazła się w granicach Rumunii.
Przez cały okres przynależności Czerniowców do ZSRR kościół był czynny i działała przy nim parafia.

## Proboszczowie
- Wenzel Christof Kekert (1775 - 1818)
- Antoni Kunz de Koppenstein (1822 - 1864)
- Ignacy Kornicki (1865 - 1888)
- Karol Tobiaszek (1889 - 1893)
- Józef Schmidt (1893 - 1921)
- Klemens Swoboda (1921 - 1928)
- Adalbert Grabowski (1928 - 1939)
- Franciszek Krajewski (1939 - 1961)
- Józef Jędrzejewski (1961 - 1970)
- Franciszek Krajewski (1970 - 1990)
- Wiktor Antoniuk (1990 - 1998)
- Piotr Sawczak (1998 - 2006)
- Anatolij Szpak (2016 - nadal)